# さいたまゴールド・シアター
さいたまゴールド・シアターは、演出家蜷川幸雄が主宰する55歳以上限定の劇団。埼玉県さいたま市の彩の国さいたま芸術劇場を活動拠点とする。

## コンセプト
演出家、蜷川幸雄が、長い人生経験を積んだ人々の身体表現や感情表現を舞台に活かそうと2006年4月に創設した55歳以上限定のプロ劇団。発足時の団員は最高年齢80歳、平均年齢66.5歳。ポーランドの演出家、タデウシュ・カントールが主宰していた老人劇団がモデルとなった。構想発表以来、応募者が殺到するなど大きな反響があり、メディアでも相次いで報道された。
拠点の彩の国さいたま芸術劇場での本公演、中間発表に加えて、団員は蜷川演出の舞台や、その他の劇場への出演も重ねている。中高年を演劇などの芸術の〝消費者〟という側面だけでとらえず、可能性を秘めた〝創作者〟として見直し、舞台で実践する取り組みとして評価されている。
本拠地の彩の国さいたま芸術劇場は、埼玉県芸術文化振興財団が指定管理者として運営。2006年の2回の中間発表と、2007年の第1回公演には3700万円の経費がかかったが、計4500人以上を動員、芸術劇場の知名度を全国で高めた。
当初の団員は48人。第1回公演時には46人。2014年11～12月の日本・香港・フランス公演時には40人が在籍している。

## 経過
- 2005年

10月 蜷川幸雄が彩の国さいたま芸術劇場の芸術監督に内定
11月9日 蜷川が高齢者劇団の構想を発表
- 2006年

2月1日 「さいたまゴールド・シアター」の団員募集開始（2月末 応募締め切り。20人程度の募集に1266人応募）
応募者全員への実技オーディション。受験者数1011人15時間、延べ78時間（3月14日～30日）
4月21日 さいたまゴールド・シアターが正式に発足。団員48名。平均年齢66.7歳、最高齢80歳
5月1日 初稽古
第1回中間発表公演『Pro-cess～途上～』（7月28日～8月1日、大稽古場）
第2回中間発表公演『Pro-cess2「鴉よ、おれたちは弾丸をこめる」』（清水邦夫作、12月1日～4日、大稽古場）
- 2007年

第1回公演『船上のピクニック』（岩松了作、6月22日～7月1日、小ホール）
- 2008年

第3回中間発表公演『Pro-cess 3「想い出の日本一萬年」』（清水邦夫作、3月27日～30日、大稽古場）
第2回公演『95kgと97kgのあいだ』（清水邦夫作、5月28日～6月5日、大稽古場）
- 2009年

「フェスティバル/トーキョー09春」招聘公演『95kgと97kgのあいだ』（3月18日～29日、にしすがも創造舎）
さいたまゴールド・シアター写真展（4月21日～7月26日、さいたま芸術劇場ガレリア）
第3回公演『アンドゥ家の一夜』（ケラリーノ・サンドロヴィッチ作、6月18日～7月1日、小ホール）
- 2010年

第4回公演『聖地』（松井周作、9月14日～26日、小ホール）
- 2011年

第5回公演『ルート99』（岩松了作、12月6日～20日、小ホール）
- 2013年

第6回公演『鴉よ、おれたちは弾丸をこめる』（清水邦夫作、5月16日～6月23日、さいたま芸術劇場、パリ日本文化会館、KAAT神奈川芸術劇場、大里生涯学習センターあすねっと）
- 2014年

第7回公演『鴉よ、おれたちは弾丸をこめる』（清水邦夫作、11月14日～12月28日、香港、東京、パリ、豊橋、川越）
彩の国学術文化功労賞を受賞。
- 2016年

5月12日 蜷川が死去。
5月27日 埼玉県芸術文化振興財団が「蜷川の遺志を引き継ぎ、さいたまゴールド・シアターの活動を続行する」ことを表明。
彩の国さいたま芸術劇場は、さいたまゴールド・シアターの活動を2021年12月の公演で終えると発表した。
2020年以降は、メンバーの高齢化とコロナ禍で集団としての活動継続が困難となり、2021年12月に最終公演『水の駅』を上演し、15年の活動に幕を下ろした。

## 劇団に関する蜷川幸雄の発言
- 「極端な話、老人役者が『ロミオとジュリエット』や『ハムレット』、井上ひさしさんの作品を演じる。歳を重ねた人がやることで、新しい表現が生まれないだろうか」
- 「外国の芝居は実年齢の人がやっている。日本はだいたい若い人ばかりで、芝居の厚みが違う。外国のあり方をうらやましく思っていた」
- 「（中高年が）受け手の側でなく、つくり手側に回ったらどうなるのかなと思っていた。知的に飢えている人たちがたくさんいる。そういう人たちと一緒に仕事ができないだろうか」
- 「人生リタイアして、そろそろいろんなことを閉じないといけないかなと思っているときに、そうじゃない、違うスタートラインかもしれない。そういう場になればいい」
- 「働いていても、必ずしも若い日の夢が全部、成就されているとは限らない。定年でもう一度、意味のある何かを抱えようと思っている人、そんな人たちが自己解放の手段として、もう一つの人生をつくろうとしているのかもしれない」
- 「リアルなことをリアルにやっていく。リアリティーを描写できることと、観念も扱うことができること。そういうものとして芝居をつくりたい」
- 「老いていくことはいろんな人生の経験を重ねること。年老いてきたことはマイナスじゃない。いろんな経験で喜びや悲しみは深いはずだ。それを舞台に反映できる演技術、あるいは演劇が、一過性では終わらないすぐれた演劇だと思っている。老いること、疲弊すること、経験を重ねることは、必ず作品の解釈や役づくりに反映される。それがゴールド・シアターをやっている意味だ」
- 「僕らはクリエイティブでなければならない。僕らは自立してつくりだす主体にならなければならない。そうでなければ演出家は権力者になってしまう。自分でできることは自分でやってほしい。しんどいのをクリアしなければいけない。努力の問題だ」

## メンバー
（2014年11～12月の日本・香港・パリ公演時）
- 主宰：蜷川幸雄（79）
- 88：重本恵津子
- 87：高橋清
- 85：森下竜一
- 84：関根敏博
- 83：葛西弘、高田誠治郎、中島栄一、中野富吉
- 82：ちの弘子
- 81：佐藤禮子
- 80：大串三和子、徳納敬子、都村敏子、宇畑稔
- 79：西尾嘉十
- 78：遠山陽一、石井菖子、神尾冨美子
- 77：小川喬也
- 75：田村律子、たくしまけい
- 72：谷川美枝、渡邊杏奴、百元夏繪、北澤雅章
- 71：竹居正武
- 70：石川佳代、小林允子
- 69：益田ひろ子、吉久智恵子
- 68：倉澤誠一、滝澤多江、美坂公子、小渕光世、田内一子
- 66: 上村正子、宮田道代、寺村耀子
- 64：林田惠子、中村絹江